# Roßtal

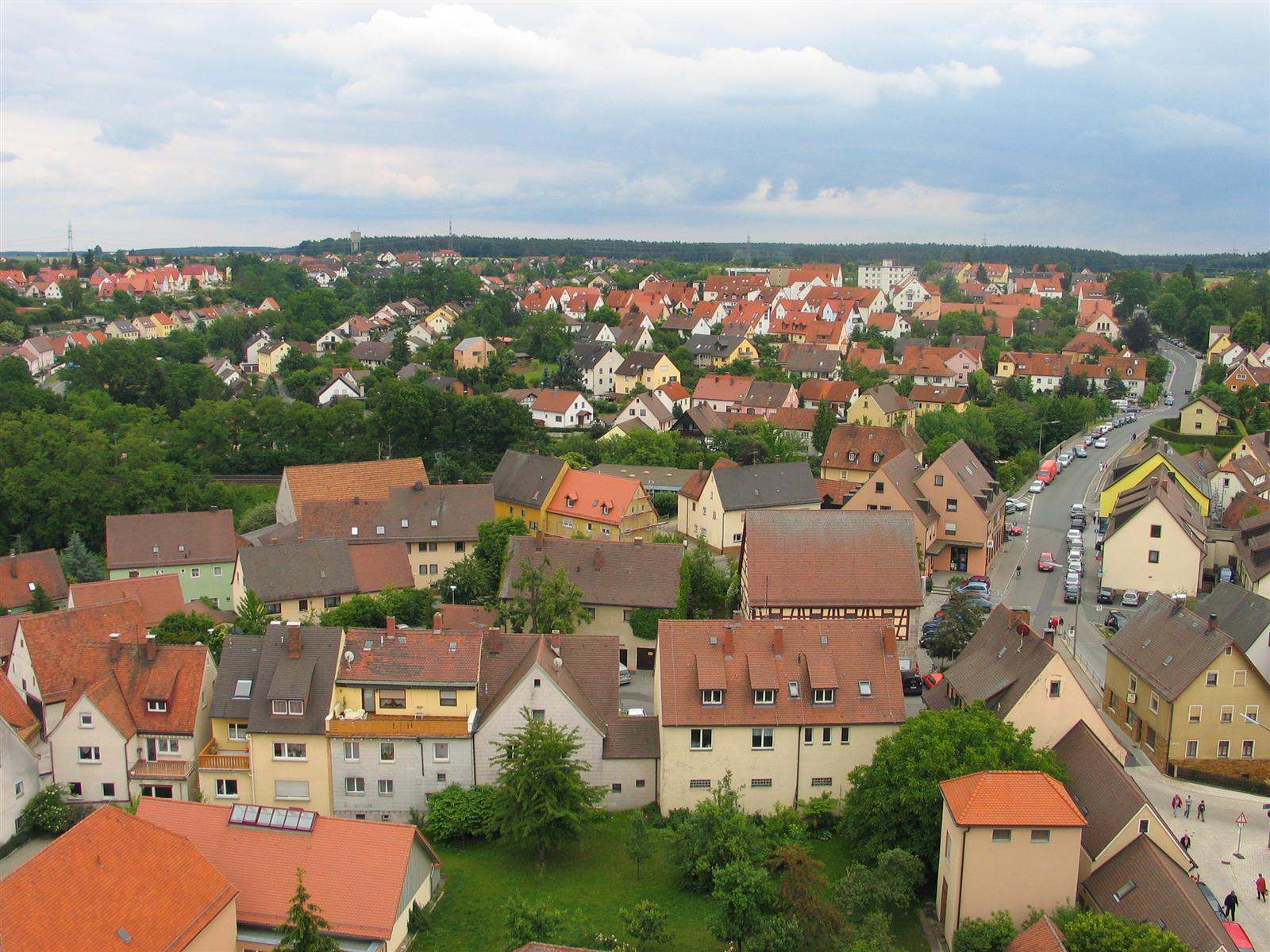
Roßtal

Roßtal este o comună-târg din districtul  Fürth, regiunea administrativă Franconia Mijlocie, landul Bavaria, Germania.